# トマス・ネルソン (第2代ネルソン伯爵)
第2代ネルソン伯爵トマス・ネルソン（英語: Thomas Nelson, 2nd Earl Nelson、出生名トマス・ボルトン（Thomas Bolton）、1786年7月7日 – 1835年11月1日）は、イギリスの貴族。

## 生涯
トマス・ボルトン（1782年ごろ – 1834年10月17日）と妻スザンナ（Susanna、1813年7月16日没、エドマンド・ネルソンの娘、初代ネルソン伯爵ウィリアム・ネルソンの姉）の息子として、1786年7月7日に生まれ、10日にノリッジのセント＝マイケル＝アット＝プリーで洗礼を受けた。ノリッジの学校に通った後、1807年7月6日にケンブリッジ大学ピーターハウスに入学、1811年にB.A.の学位を、1814年にM.A.の学位を修得した。
1803年に母の弟にあたる初代ネルソン子爵ホレーショ・ネルソンがバス勲章を授与されるとき、その授与式に出席した。
1834年、ウィルトシャー州長官を務めた。
1835年2月28日に母の弟にあたる初代ネルソン伯爵ウィリアム・ネルソンが死去すると、ネルソン伯爵位を継承した。1806年7月22日の議会立法に基づき、爵位継承と同時に姓をネルソンに改めた。しかし、自身も同年11月1日にウィルトシャーのブリックワース・ハウス（Brickworth House）で死去、長男ホレーショが爵位を継承した。

## 家族
1821年2月21日、フランシス・エリザベス・エア（Frances Elizabeth Eyre、1796年ごろ – 1878年3月28日、ジョン・モーリス・エアの娘）と結婚、5男2女をもうけた。
- ホレーショ（1823年8月7日 – 1913年2月25日） - 第3代ネルソン伯爵[4]
- ジョン・ホレーショ（John Horatio、1825年1月15日 – 1917年9月28日） - イートン・カレッジとハーロー・スクールで教育を受けた後、1843年7月1日にケンブリッジ大学トリニティ・カレッジに入学、1846年にM.A.の学位を修得した[5]。その後は聖職者になった[5]。1857年8月27日、スーザン・スペンサー＝チャーチル（Susan Spencer-Churchill、1898年2月2日没、チャールズ・スペンサー＝チャーチル卿（英語版）の長女）と結婚、子供あり[3]
- フランシス・キャサリン（1877年4月14日没） - 1855年1月25日、ロバート・ジョン・ペティワード（Robert John Pettiward）と結婚、子供あり[3]
- スザンナ（1900年4月8日没） - 1865年6月27日、アレクサンダー・コルヴィン・ブラント（Alexander Colvin Blunt）と結婚[3]
- モーリス・ホレーショ（1832年1月2日 – 1914年9月6日） - 海軍軍人。1863年4月21日、エミリー・バーラード（Emily Burrard、1906年9月24日没、第2代準男爵サー・チャールズ・バーラードの娘）と結婚、子供あり[3]
- エドワード・フォイル（Edward Foyle、1833年11月11日 – 1859年9月8日） - イートン・カレッジで教育を受けた後、1851年10月21日にケンブリッジ大学トリニティ・カレッジに入学、1855年にM.A.の学位を修得した[6]
- ヘンリー（1835年7月28日 – 1863年11月28日） - イートン・カレッジで教育を受けた後、1854年2月15日にケンブリッジ大学トリニティ・カレッジに入学した[7]。落馬事故で生涯未婚のまま死去した[7]